# タイダル (アルバム)
『タイダル』（Tidal）は、アメリカ合衆国のシンガーソングライター、フィオナ・アップルが1996年に発表した初のスタジオ・アルバム。

## 背景
アップルの所属レーベルであるクリーン・スレイトのオーナー、アンドリュー・スレイターがプロデュースした。スレイターはアップルのデモ・テープを聴いて彼女に興味を持ち、後のインタビューにおいて「彼女はヒップホップに魅せられていた一方、クラシック音楽の作曲家にも通じていた。その上、彼女はエラ・フィッツジェラルドのようなオールド・スクールの歌手も愛していた。私は、そうした要素すべてを融合してみたんだよ」と語っている。
当時スレイターはザ・ウォールフラワーズのマネージャーも務めており、本作のレコーディングには、当時ザ・ウォールフラワーズに在籍していたグレッグ・リッチリングも参加している。また、ザ・ウォールフラワーズのアルバム『Bringing Down the Horse』（1996年）でサポート・ドラマーを務めたマット・チェンバレンも起用され、チェンバレンはアップルの次作『真実』（1999年）にも引き続き参加した。

## 反響・評価
母国アメリカでは、総合アルバム・チャートのBillboard 200で15位に達し、『ビルボード』のトップ・ヒートシーカーズでは2位を記録して、1996年12月にRIAAによってゴールドディスクの認定を受け、1999年4月にはトリプル・プラチナの認定を受けた。収録曲「クリミナル」は、1997年にBillboard Hot 100で21位、モダン・ロック・チャートで4位を記録するシングル・ヒットとなり、アップルはこの曲でグラミー賞最優秀女性ロック・ボーカル・パフォーマンス賞を受賞した。
フランスでは1996年9月14日付のアルバム・チャートで初登場49位となり、11月9日には最高21位を記録して、合計10週トップ50入りした。
Stephen Thomas Erlewineはオールミュージックにおいて5点満点中4点を付け、歌や演奏については「彼女の声は、10代としては驚くほどの豊かさとしなやかさに恵まれ、ジャジーで洗練されたピアノ演奏も年齢を感じさせない」と高く評価する一方、ソングライティングに関しては「深遠で重要なことを語ろうと努めているとはいえ、歌詞の大部分は決まり文句にとどまっている」と評している。『ローリング・ストーン』誌が選出した「1990年代のベスト・アルバム100」では83位にランク・イン。

## 収録曲
前曲ともフィオナ・アップル作。
1. スリープ・トゥ・ドリーム - "Sleep to Dream" - 4:09
2. 夜の果ての少女 - "Sullen Girl" - 3:54
3. シャドウボクサー - "Shadowboxer" - 5:24
4. クリミナル - "Criminal" - 5:43
5. スロー・ライク・ハニー - "Slow Like Honey" - 5:57
6. ザ・ファースト・テイスト - "The First Taste" - 4:46
7. ネヴァー・イズ・ア・プロミス - "Never Is a Promise" - 5:54
8. ザ・チャイルド・イズ・ゴーン - "The Child Is Gone" - 4:14
9. ペイル・セプテンバー - "Pale September" - 5:50
10. キャリオン〜愛はやがて朽ちてゆく - "Carrion" - 5:44

## 参加ミュージシャン
- フィオナ・アップル - ボーカル、ピアノ、オプティガン
- ジョン・ブライオン - ギター、キーボード、オルガン、タック・ピアノ、ヴィブラフォン、マリンバ、ハープ
- パトリック・ウォーレン - ピアノ、キーボード
- グレッグ・リース - ペダル・スティール・ギター(#2, #8)
- ロブ・ローファー - ギター(#4)
- ダン・ロスチャイルド - ベース(#1, #4, #8, #10)
- グレッグ・リッチリング - ベース(#2, #3, #5)
- サラ・リー - ベース(#6, #9)
- マット・チェンバレン - ドラムス(#1, #2, #4, #6, #8, #9, #10)、パーカッション(#1, #6, #10)
- ダニー・フランケル - ドラムス(#3, #5)、パーカッション(#6)
- ジョージ・ブラック - ドラム・プログラミング(#6)
- ヴァン・ダイク・パークス - ストリングス・アレンジ(#7)
- ラルフ・モリソン - ヴァイオリン(#7)
- クラウディア・パードゥッチ - ヴァイオリン(#7)
- エヴァン・ウィルソン - ヴィオラ(#7)
- ラリー・コーベット - チェロ(#7)
- アンバー・マッガート - バッキング・ボーカル(#9)